# تابکن‌آمون
| t | A | G29 | V31 · n | i | mn · n | B1 |

| t | A | G29 | V31 · n | i | mn · n | B1 |

تابکن‌آمون (انگلیسی: Tabekenamun) ملکه همسر نوبه و مصر باستان از دودمان بیست و پنجم مصر بود.
او دختر شاه پیعنخی بود و احتمالاً به عنوان ملکه همسر با برادرش، فرعون تهارقا ازدواج کرده بود. نام او از روی مجسمه شماره ۴۹۱۵۷ قاهره که از معبد کرنک به دست آمده، شناخته شده است.
برخی دیگر پیشنهاد کرده‌اند که تابکن‌آمون همسر شاباکا و دارای عناوین «دختر شاه»، «خواهر شاه» و «همسر شاه» بوده است.
افزون بر این، او کاهنه هاثور، بانو و سرور تپیهو (آفرودیپولیس)، کاهنه هاثور در ایونیت (همان دندره)، و همچنین کاهنهٔ نیث نیز بوده است. داشتن این مقام‌های مذهبی ممکن است نشان دهد که او دختر یکی از فرعون‌های لیبی بوده است.